# Motorsport
Motorsport betegner forskellige sports-konkurrencer med brug af motorkøretøjer.
Det første løb blev afholdt den 22. juli 1894, og udgik fra Paris med Rouen som destination, hvorefter deltagerne også skulle vende om og køre tilbage. Strækningen var på ca. 100 km hver vej.